# Seattle Seahawks 2001
La stagione 2001 dei Seattle Seahawks è stata la 26ª della franchigia nella National Football League. I Seahawks rimasero in corsa per i playoff fino all'ultima gara della stagione; la vittoria di Baltimore su Minnesota nell'ultimo Monday Night Football della stagione pose però fine alle loro speranze. Questa stagione fu l'ultima della squadra nella AFC West e la seconda e ultima disputata all'Husky Stadium mentre veniva costruito il Qwest Field.

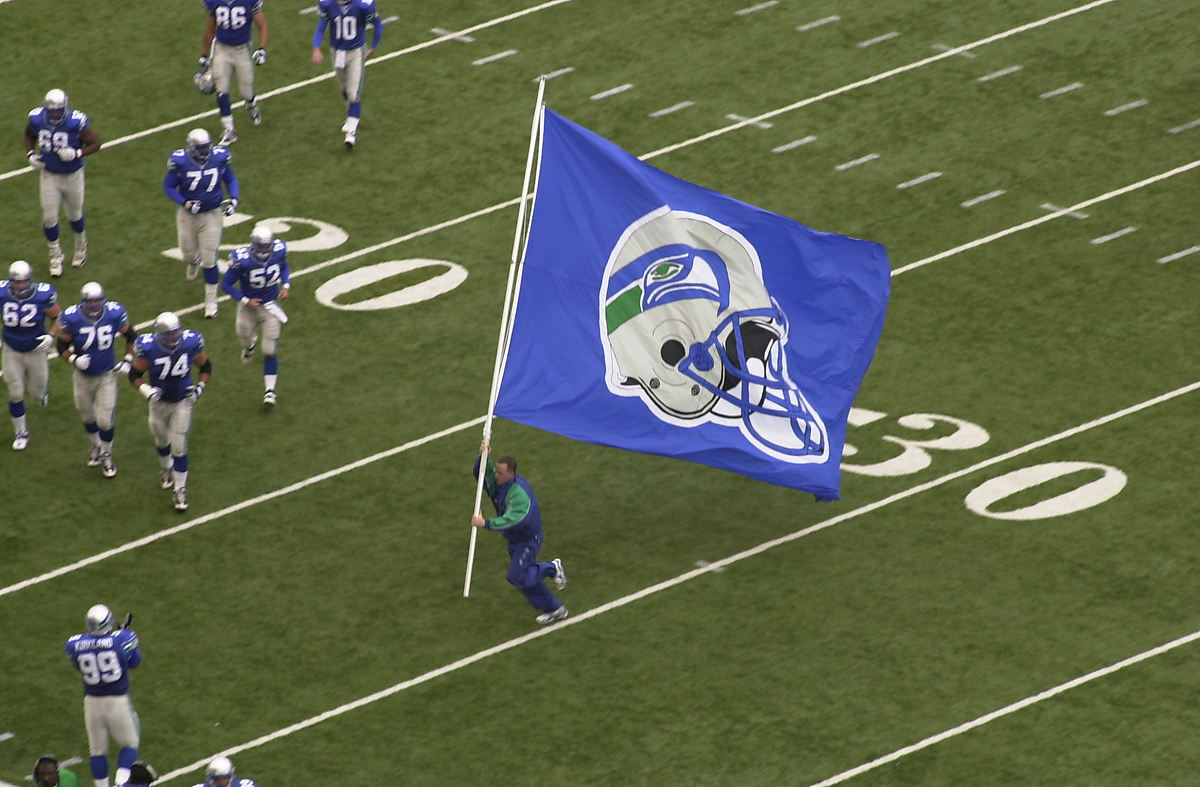
Una partita della stagione 2001

## Scelte nel Draft 2001
| Giro/Scelta | Giocatore        | Ruolo            | College              |
| ----------- | ---------------- | ---------------- | -------------------- |
| 1/9         | Koren Robinson   | Wide receiver    | North Carolina State |
| 1/17        | Steve Hutchinson | Offensive guard  | Michigan             |
| 2/40        | Ken Lucas        | Cornerback       | Mississippi          |
| 3/82        | Heath Evans      | Running back     | Auburn               |
| 4/104       | Orlando Huff     | Linebacker       | Fresno State         |
| 4/127       | Curtis Fuller    | Defensive back   | TCU                  |
| 4/128       | Floyd Womack     | Offensive Guard  | Mississippi State    |
| 5/140       | Alex Bannister   | Wide Receiver    | Eastern Kentucky     |
| 6/172       | Josh Booty       | Quarterback      | LSU                  |
| 7/210       | Harold Blackmon  | Defensive Back   | Northwestern         |
| 7/222       | Dennis Norman    | Offensive tackle | Princeton            |
| 7/237       | Kris Kocurek     | Defensive tackle | Texas Tech           |

Fonte:

## Staff
Fonte:

## Roster
| Roster dei Seattle Seahawks nella stagione 2001 |
| --- |
| Quarterback - 4 Trent Dilfer - 8 Matt Hasselbeck - 11 Brock Huard Running Back - 37 Shaun Alexander - 44 Heath Evans - 35 Jay Graham FB - 38 Mack Strong FB - 32 Ricky Watters Wide Receiver - 85 Alex Bannister - 19 Fabien Bownes - 84 Bobby Engram - 82 Darrell Jackson - 81 Koren Robinson - 88 James Williams Tight End - 86 Christian Fauria - 89 Itula Mili Offensive Linemen - 52 J.P. Darche C - 62 Chris Gray G - 76 Steve Hutchinson G - 71 Walter Jones T - 75 Chris McIntosh T - 61 Robbie Tobeck C - 69 Floyd Wedderburn G - 74 Todd Weiner T - 77 Floyd Womack T Defensive Linemen - 60 Joe Brown DT - 78 Antonio Cochran DE - 90 Chad Eaton DE - 95 John Hilliard DE - 92 Lamar King DE - 99 Matt LaBounty DE - 93 John Randle DT - 70 Michael Sinclair DE Linebacker - 55 Marcus Bell - 94 Chad Brown - 57 Orlando Huff - 58 Isaiah Kacyvenski - 99 Levon Kirkland - 51 Anthony Simmons - 59 Tim Terry Defensive Back - 28 Harold Blackmon - 23 Ike Charlton - 29 Curtis Fuller - 28 Kerry Joseph - 33 Maurice Kelly - 21 Ken Lucas CB - 22 Paul Miranda - 31 Marcus Robertson S - 24 Shawn Springs CB - 25 Reggie Tongue S - 27 Willie Williams CB Special Team - 10 Jeff Feagles P - 9 Rian Lindell K - 20 Charlie Rogers KR |
| Legenda - I rookie sono in corsivo. - Il primo ruolo è il principale mentre gli eventuali successivi indicano i ruoli secondari. - (IR) sta per Injured Reserve ed indica la lista ristretta per un solo giocatore infortunato che può tornare ad allenarsi dopo la settimana 6 e a rientrare in prima squadra dopo che questa ha giocato 8 partite. - (NF-Inj.) / (NF-Ill.) stanno rispettivamente per Non-Football Injured e Non-Football Illness ed indicano le liste dove viene inserito un giocatore che ha un infortunio o una malattia non dipendente dal football americano. - (PUP) sta per Physically Unable to Perform ed indica la lista dove viene inserito un giocatore mentre è in attesa di recuperare la condizione fisica. Nella stagione regolare dopo la sesta partita giocata dalla propria squadra, il giocatore ha tempo tre settimane per riprendere ad allenarsi, più tre settimane aggiuntive dal suo rientro agli allenamenti per rientrare in prima squadra. |

## Calendario
| Turno | Data               | Avversario            | Risultato          | Stadio                      | Record             | Tabellino          | Pubblico           |                    |                    |
| 1     | 9/9/2001           | @ Cleveland Browns    | V 9-6              | Cleveland Browns Stadium    | 1-0                | GameCenter         | 72.318             |                    |                    |
| 2     | 23/9/2001          | Philadelphia Eagles   | S 3-27             | Husky Stadium               | 1-1                | GameCenter         | 62.826             |                    |                    |
| 3     | 30/9/2001          | @ Oakland Raiders     | S 14-38            | Network Associates Coliseum | 1-2                | GameCenter         | 54.629             |                    |                    |
| 4     | 7/10/2001          | Jacksonville Jaguars  | V 24-15            | Husky Stadium               | 2-2                | GameCenter         | 54.524             |                    |                    |
| 5     | 14/10/2001         | Denver Broncos        | V 34-21            | Husky Stadium               | 3-2                | GameCenter         | 61.837             |                    |                    |
| 6     | Settimana di pausa | Settimana di pausa    | Settimana di pausa | Settimana di pausa          | Settimana di pausa | Settimana di pausa | Settimana di pausa | Settimana di pausa | Settimana di pausa |
| 7     | 28/10/2001         | Miami Dolphins        | S 20-24            | Husky Stadium               | 3-3                | GameCenter         | 59.108             |                    |                    |
| 8     | 4/10/2001          | @ Washington Redskins | S 14-27            | FedEx Field                 | 3-4                | GameCenter         | 82.352             |                    |                    |
| 9     | 11/11/2001         | Oakland Raiders       | V 34-27            | Husky Stadium               | 4-4                | GameCenter         | 67.231             |                    |                    |
| 10    | 18/11/2001         | @ Buffalo Bills       | V 23-20            | Ralph Wilson Stadium        | 5-4                | GameCenter         | 60.836             |                    |                    |
| 11    | 25/11/2001         | @ Kansas City Chiefs  | S 7-19             | Arrowhead Stadium           | 5-5                | GameCenter         | 77.357             |                    |                    |
| 12    | 2/12/2001          | San Diego Chargers    | V 13-10 OT         | Husky Stadium               | 6-5                | GameCenter         | 55.466             |                    |                    |
| 13    | 9/12/2001          | @ Denver Broncos      | S 7-20             | Invesco Field at Mile High  | 6-6                | GameCenter         | 74.524             |                    |                    |
| 14    | 16/12/2001         | Dallas Cowboys        | V 29-3             | Husky Stadium               | 7-6                | GameCenter         | 63.366             |                    |                    |
| 15    | 23/12/2001         | @ New York Giants     | S 24-27            | Giants Stadium              | 7-7                | GameCenter         | 78.119             |                    |                    |
| 16    | 30/12/2001         | @ San Diego Chargers  | V 25-22            | Qualcomm Stadium            | 8-7                | GameCenter         | 51.412             |                    |                    |
| 17    | 6/1/2002           | Kansas City Chiefs    | V 21-18            | Husky Stadium               | 9-7                | GameCenter         | 58.460             |                    |                    |

## Classifiche
| (3) Oakland Raiders | 10 | 6  | 0 | .625 | 399 | 327 | S3 |
| Seattle Seahawks    | 9  | 7  | 0 | .563 | 301 | 324 | V2 |
| Denver Broncos      | 8  | 8  | 0 | .500 | 340 | 339 | S1 |
| Kansas City Chiefs  | 6  | 10 | 0 | .375 | 320 | 344 | S1 |
| San Diego Chargers  | 5  | 11 | 0 | .313 | 332 | 321 | S9 |

## Leader della squadra
| Leader della squadra   |                              |       |
| Categoria              | Giocatore                    | N.    |
| Yard passate           | Matt Hasselbeck              | 2.023 |
| Touchdown passati      | Matt Hasselbeck Trent Dilfer | 7     |
| Yard corse             | Shaun Alexander              | 1.318 |
| Touchdown su corsa     | Shaun Alexander              | 14    |
| Ricezioni              | Darrell Jackson              | 70    |
| Yard ricevute          | Darrell Jackson              | 1.081 |
| Touchdown su ricezione | Darrell Jackson              | 8     |
| Sack                   | John Randle                  | 11,0  |
| Intercetti             | Willie Williams              | 4     |